# ミハイル・ソロメンツェフ
ミハイル・セルゲーエヴィチ・ソロメンツェフ（ロシア語: Михаи́л Серге́евич Соло́менцев、ラテン文字転写の例：Mikhail Sergeevich Solomentsev、1913年11月7日 - 2008年2月15日）は、ソビエト連邦の政治家。

## 来歴・人物
カザフ・ソビエト社会主義共和国のカラガンダ州第一書記、ロストフ州第一書記、カザフ共和国第二書記などを経て、1966年ソ連共産党中央委員会書記・重工業部長に抜擢される。レオニード・ブレジネフ書記長時代の1971年党政治局員候補に選出され、ロシア・ソビエト連邦社会主義共和国閣僚会議議長（首相）となる。1983年ソ連共産党統制委員会議長。1984年党政治局員に選出された。
人脈的にはフロル・コズロフの系統であったとされ、また、カザフでの勤務が長かったことからミハイル・ゴルバチョフ時代前期に起こったカザフ暴動（アルマアタ事件）では、事件収拾のため、ゲンナジー・コルビンカザフ党第一書記を背後で支え、党統制委員会議長としてデモ鎮圧に当たった。
ロシア共和国首相時代の1973年12月19日から12月29日まで開催された大シベリア博覧会開会式に出席するため日本を訪問している。